# Вістен Г'ю Оден
Ві́стен-Г'ю О́ден (англ. Wystan Hugh Auden; нар. 21 лютого 1907, Йорк — пом. 29 вересня 1973, Відень) — англо-американський поет, який народився у Великій Британії, а після Другої світової війни став громадянином США. Одена називають одним з найвидатніших поетів XX століття, він писав у жанрі інтелектуальної лірики, звертаючись як до соціально-радикальної, так і до філософсько-релігійної проблематики (У цей час, Ахиллів щит, Данина Кліо). Співпрацював із Крістофером Ішервудом та Бенджаміном Бріттеном. Став лауреатом Пулітцерівської премії з поезії за барокову еклогу «Вік тривоги» (1948). Оден також здобув Боллінґенівську премію (1953), Національну книжкову премію за збірку «Ахиллів щит» (1956) та Національну літературну медаль (1967).

## Життєпис

### Дитячі роки
Оден народився в англійському місті Йорк у родині лікаря Джорджа Оґустуса Одена (1872—1957) та його дружини — Констанс Розалії Бікнелл Оден (1870—1941), яка свого часу вивчилася на медсестру. Оден був наймолодшим з трьох синів — старший, Джордж Бернард Оден, став фермером, а середній, Джон Бікнелл Оден, — геологом. 

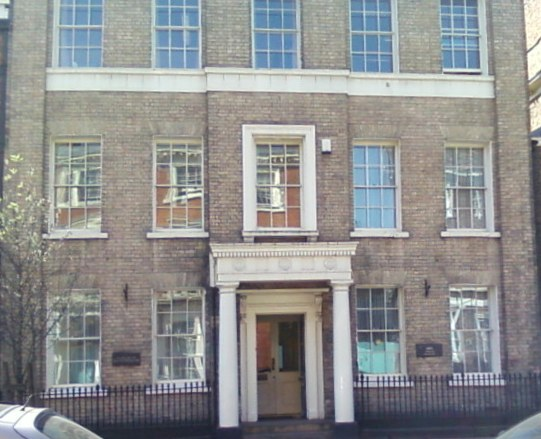
Будинок, у якому народився Оден, Йорк, Бутем, 54

 Обидва дідусі Одена були священослужителями Англіканської церкви, а сам він виріс у домі, де всі слідували «Високій» формі англіканства, доктрини та ритуали якої нагадували римсько-католицькі. Оден пов'язував свою любов до музики та мови з церковними богослужіннями, які він відвідував у дитинстві, та постійними перекладами з латини та давньогрецької у школах. Він вірив в те, що його пращури були ісландцями, саме з цим була пов'язана його зачарованість ісландськими легендами та давньоскандинавськими сагами.
У 1908 році родина Одена переїхала до Солігулу, а згодом до Гарборну неподалік від Бірмінгему, де його батько отримав посаду медичного інспектора шкіл та професора Бірмінгемського університету. Зацікавленість Одена психоаналізом почалася з батьківської бібліотеки. Після початку Першої світової війни, батько Одена вступив до медичного корпусу Королівських військ. З 1914 по 1917 рік він служив у Галліполі, Франції та Єгипті. Протягом цього часу Оден перебував під сильним впливом матері, попри те що починаючи з восьми років він навчався у приватних школах та повертався додому тільки на канікулах. Крістофер Ішервуд розповідав, що коробка з дитячими іграшками Одена була «повна товстих, взятих з батьківської бібліотеки наукових книжок з геології, металів та механізмів». У школі Оден захоплювався біологією, в багатьох його віршах знайшли відбиття спомини про Пеннінські краєвиди, де можна було побачити сліди занепаду індустрії з видобування свинця. Віддалене селище Рукгоуп було для нього «священним ландшафтом», про який він згадував у своїй пізній поемі «Amor Loci». До того як йому виповнилося п'ятнадцять, всі думали, що він стане гірничим інженером, але він почав складати вірші.

### Освіта
Першим приватним закладом, де навчався Оден, була Школа святого Едмунда у Сурреї, саме там він вперше зустрів Крістофера Ішервуда, який також згодом став письменником. Коли Одену було тринадцять, він пішов до Школи Ґрешема у Норфолці. Під час навчання у школі Оден, у 1922 році, коли його друг Роберт Мідлі спитав його, чи він пише вірші, усвідомив, що хоче бути поетом. Згодом він зрозумів, що поступово «втратив віру». У шкільних виставах за п'єсами Шекспіра він зіграв Катарину у «Приборканні норовливої» (англ. The Taming of the Shrew, 1922) та Калібана у «Бурі» (англ. The Tempest, 1925) протягом останнього року навчання у Ґрешемі. Його перші вірші були опубліковані у шкільному журналі у 1923 році під псевдонімом «В. Г. Арден» (англ. W.H. Arden).

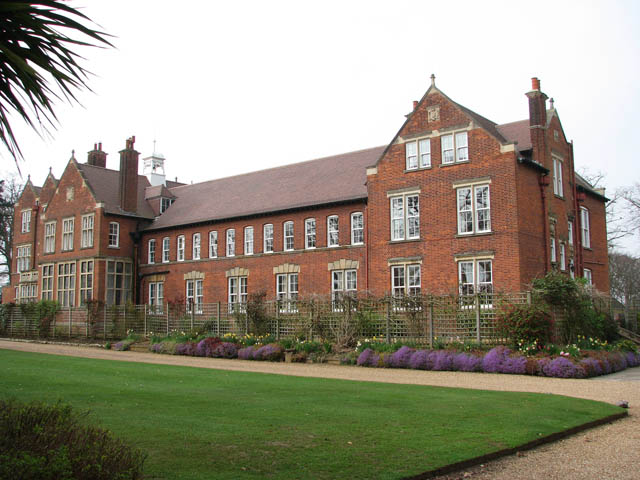
Школа Ґрешема, де Оден навчався з 1922 по 1925 р.

 Оден згодом написав главу про Ґрешем для книги Ґрема Ґріна «Стара школа» (англ. The Old School: Essays by Divers Hands, 1934).

У 1925 році Оден ненадовго заручився з медсестрою з Бірмінгема. Згодом він супроводжував свого батька у подорожі Європою, відвідавши місто Кіцбюель у Австрії, де жила військова подруга батька — пані Гедвіґа Петцольд. Того ж року Оден вступив до коледжу Крайст-Черч у Оксфорді, отримавши стипендію на вивчення біології, але на другий рік почав вивчати англійську літературу. Він зустрів у Оксфорді нових друзів — Сесіла Дей-Льюіса, Луїса МакНіса та Стівена Спендера.
Оден знову почав спілкуватися з Крістофером Ішервудом у 1925 році, протягом наступних декількох років Ішервуд був його літературним наставником, якому він надсилав свої вірші та критичні огляди. У1930-х роках вони підтримували дружні стосунки та були епізодичними коханцями.

Оден завершив Оксфорд у 1928 році, отримавши диплом третього ступеню.

Починаючи з оксфордських років друзі Одена описували його як жартівливу, екстравагантну, співчутливу, щедру та, за власним вибором, самотню людину. У групах Оден поводив себе радше догматично, але навіть комічно, в приватнішому середовищі він був сором'язливим та невпевненім у собі, коли не знав, чи є бажаною його присутність. Він був дуже пунктуальним у своїх звичках, водночас це не заважало йому жити в атмосфері повного безладу.

### Британія та Європа: 1928—1938
Восени 1928 року Оден на дев'ять місяців покинув Британію та вирушив до Берліна, де вперше відчув політичні та економічні труднощі, які стали одними з центральних тем його творчості. Ця подорож сприяла формуванню його соціалістичних поглядів і призвела до остаточного усвідомлення власної гомосексуальності. 

Повернувшись до Британії у 1929 році, він деякий час працював репетитором. У 1930-му році його перша опублікована книга віршів (Poems) була прийнята Т. С. Еліотом у видавництві Faber and Faber, яке згодом опублікувало і всі інші книги Одена. Ця збірка видзначалася близкістю до ідей Карла Маркса, Чарльза Дарвіна та Зигмунда Фройда, водночас саме Т. С. Еліот та Дж. М. Гопкінс в той час більше за все впливали на його поетичну творчість. Соціальна критика стає найпомітнішою у поемі-фантазії «Танці смерті» («The Dance of Death», 1933). 

У 1930 році він почав викладати у приватних школах — два роки провів в Академії Ларчфілд у Геленсбурзі в Шотландії, і потім три роки у Школі Даунз у Малверн Гіллз, де його дуже любили учні. У Даунз Оден відчув те, що пізніше описав як «видіння аґапе», коли сидів разом з трьома своїми колегами-викладачами та зненацька зрозумів, що любить їх такими, які вони є, що їхнє існування містить для нього безкінечну цінність, саме цей досвід, як він потім зазначав, вплинув на його рішення повернутися до англіканської церкви у 1940 році.

Протягом цього періоду еротичний інтерес Одена, як він пізніше зазначив, фокусувався радше на ідеалізованому «альтер-его», а не на конкретних особистостях. В його стосунках з іншими була присутня або вікова, або світоглядна нерівність, а сексуальні відносини були тимчасовими, хоча деякі з них призвели до виникнення довготривалої дружби. Він протиставив ці відносини тому, що він пізніше розглядав як «шлюб» рівних, що ґрунтується на унікальній індивідуальності обох партнерів, як це сталося у випадку з Честером Каллманом пізніше, у 1939 році.

З 1935 року і до 1939, коли Оден покинув Британію, він писав рецензії та есеї для підрозділу «General Post Office», що займався документальним кіно під керівництвом Джона Грірсона, та читав лекції. Під час його співпраці з «Film Unit» у 1935 році він познайомився з композитором Бенджаміном Бріттеном, разом із яким потім працював над п'єсами, пісенними циклами та лібрето. 1930 року п'єси Одена, написані ним разом із Ішервудом, були поставлені у лондонському «Group Theatre» — зокрема, «Пес під шкірою» («The Dog Beneath the Skin», 1933) і «Сходження на Ф-6» («The Ascent of F.6», 1936), де в алегоричній формі зображується людина, яка не може визначитися у своїх політичних переконаннях.

У його працях знайшла своє відображення впевненість у тому, що митець має бути «чимось більшим за журналіста-репортера». У 1936 році він провів три місяці в Ісландії, де збирав матеріали до книги «Листи з Ісландії» (1937), написаної ним у співпраці з Луісом МакНісом. Того ж року була видана його збірка «Дивись, незнайомцю» («Look, Stranger!», 1936). 

У 1937 році Оден вирушив до Іспанії під час громадянської війни, сподіваючись стати водієм машини «швидкої допомоги» для Республіки, але його призначили працювати до відділу пропаганди, який він покинув для того, щоб вирушити на фронт. На нього глибоко вплинули ці сім тижнів, які він провів в Іспанії, а його погляди на суспільство значно змінилися, оскільки політичні реалії виявилися складнішими, аніж він уявляв. Згодом він повернувся в Англію, де написав поему «Іспанія» («Spain», 1937) — найкращий його твір на політичну тему і один із найкращих поетичних відгуків про громадянську війну в Іспанії. Намагаючись поєднати репортаж та мистецтво, Оден з Ішервудом у 1938 році провели шість місяців на фронтах японсько-китайської війни, де працювали над книгою «Подорож на війну» (1939). Повертаючись додому, Оден на деякий час зупинився у Нью-Йорку та вирішив переїхати до Сполучених Штатів. Осінь 1938 року він провів у Англії та Брюсселі.

В Одена був особливий хист до дружби, починаючи з кінця 1930-х років в нього стає відчутним бажання до стабільності, яку може дати шлюб. У листі до свого друга Джеймса Стерна він назвав одруження «єдиною темою». У 1935 році Оден формально одружився з Ерікою Манн, донькою Томаса Манна, для того, щоб дати їй британський паспорт, з яким вона могла б врятуватися від нацистів. Він часто робив якісь приватні благодійні пожертви, та дуже засмучувався, коли вони ставали загальновідомими, як це сталося з подарунком його подрузі Дороті Дей для Руху католицьких робітників, про що було написано на першій сторінці у The New York Times у 1956 році.

### Сполучені Штати та Європа: 1939—1973
У січні 1939 року Оден та Ішервуд вирушили до Нью-Йорку, скориставшись тимчасовими візами. Їхній від'їзд з Британії напередодні Другої світової війни багато людей сприйняли як зраду, через що постраждала репутація Одена. Дата прибуття Одена у США збіглася з падінням республіканської Барселони, а ще через два дні Оден написав вірш «В пам'ять про Вільяма Батлера Єйтса», зазначивши, що поезія нічого не може змінити.
У квітні 1939 року Ішервуд переїхав до Каліфорнії, після цього вони з Оденом лише зрідка бачили один одного. В цей період Оден зустрів молодого поета Честера Каллмана, який був його коханцем наступні два роки (Оден описував їхні стосунки як «шлюб», що розпочався «медового місяцю», під час якого вони подорожували Америкою). У 1941 році Каллман розірвав їхні відносини, оскільки він не міг прийняти моногамію, на якій наполягав Оден, але вони залишалися друзями протягом всього життя Одена, та жили в одній квартирі з 1953 року і до смерті Одена. Обидва видання своїх вибраних поезій (1945—1950 та 1966 року) Оден присвятив Ішервуду та Каллману.

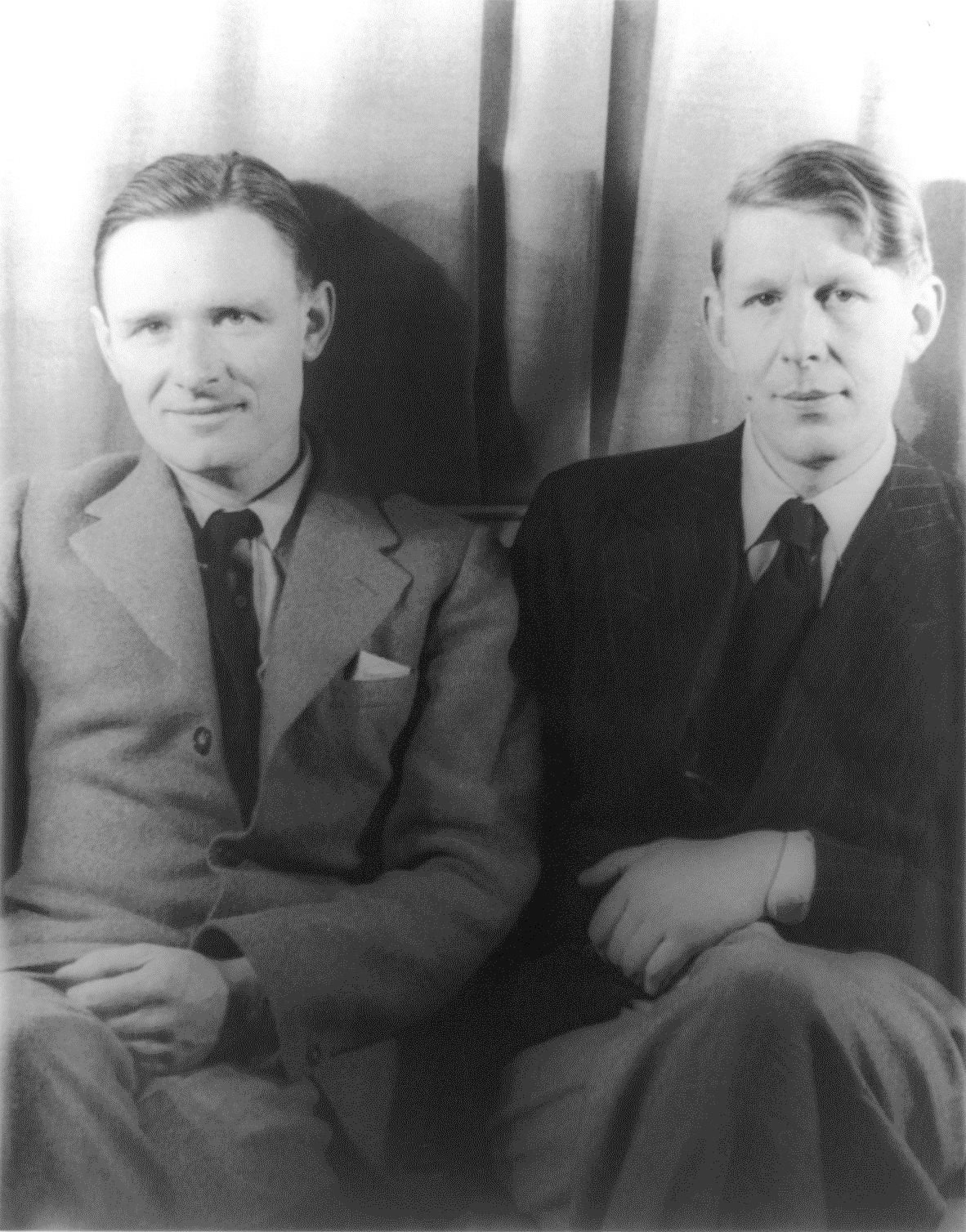
Крістофер Ішервуд (зліва) та В. Г. Оден, сфотографовані Карлом Ван Вехтеном, 6 лютого 1939 р.

У 1940-41 роках Оден жив у домі на Бруклін-Гейтс (Бруклінські Висоти) разом із Карсон Маккалерс, Бенджаміном Бріттеном та іншими. У 1940 році він приєднався до Єпископальної церкви, повернувшись до англіканської спільноти, яку він покинув у тринадцятирічному віці. Його поверненню до церкви частково сприяло усвідомлення «святості» письменника Чарльза Уілльямса, з яким він зустрівся у 1937 році, а також прочитання Серена К'єркегора та Рейнгольда Нібура, це «поцейбічне» християнство стало центральним елементом його життя.
Після того як Британія оголосила війну Німеччині у вересні 1939 року, Оден повідомив британське посольство у Вашингтоні про те, що він, якщо це буде потрібним, повернеться до Сполученого Королівства, але йому відповіли, що серед осіб за тридцять Британія потребує тільки кваліфікованих службовців. У 1941—1942 роках Оден викладав англійську в Мічиганському університеті. У серпні 1942 року він був покликаний до армії США, але його не прийняли до військової служби через стан здоров'я. У 1942—1943 роках він отримав стипендію Гуггенгайма, але не скористався нею і в період з 1942—1943 років викладав у Суортмор-коледжі. 

Влітку 1945 року, після завершення Другої світової війни, Оден був у Німеччині разом із комісією, що вивчала наслідки американського бомбардування на моральний дух німців. Цей досвід вплинув на його післявоєнні праці схожим чином, як і його участь у війні в Іспанії. Після повернення він оселився на Манхеттені, працюючи письменником-фрілансером та лектором у Новій школі соціальних досліджень, а також професором у коледжах Беннінгтон, Сміт та інших. 1946 року Оден отримав громадянство США.
В ці роки його погляди на релігію змінювались від звернення до психологічно орієнтованого протестантизму на початку 1940-х років і до римсько-католицької традиції у 1940-50-х роках. Згодом йому стали близькими погляди Бонгеффера, який заперечував «дитячі» концепції про Бога у релігії для дорослих, що фокусувалася на значущості людського страждання.
У 1948 році Оден почав проводити літо в Європі, спочатку в Іск'ї (Італія), де він орендував дім, а починаючи з 1958 року — у Кірхштеттені (Австрія), де він купив будинок на фермі і, як він пригадував, заплакав на радощах від того, що вперше став володарем власного житла.
У 1951 році, незадовго до того як двоє британських шпигунів — Гай Берджесс та Дональд Маклін — втекли до СРСР, Берджесс намагався подзвонити Одену, щоб приїхати до нього у Іск'ю, про що вони домовлялись заздалегідь. Оден не відповів на дзвінок та більше ніколи не спілкувався з жодним із шпигунів, але це спричинило скандал у засобах масової інформації, які помилково пов'язали його ім'я з втікачами. Це набуло повторного розголосу, коли у 2007 році були опубліковані документи MI5 зі свідченнями про інцидент.

З 1956 по 1961 роки Оден був професором поезії у Оксфордському університеті, де мав читати лекції тричі на рік. Цей розклад дозволив йому проводити зими у Нью-Йорці, де він тепер жив на вулиці Сент-Марк плейс, а літо — у Європі. Три тижні протягом року він проводив у Оксфорді. Оден заробляв читанням своїх творів та лекційними турами, а також писав для The New Yorker та інших журналів.
Протягом останніх років життя він часто став повторюватись у розмовах, що бентежило його друзів, які цінували його талант співрозмовника. У 1972 році він провів зиму у Оксфорді, де його старий коледж Крайст Черч запропонував йому котедж, але влітку повернувся до Австрії. Оден помер у Відні у 1973 році та був похований у Кірхштеттені.

## Творчість

### Загальний огляд
Оден видав близько чотирьохсот своїх віршів, серед них і чотири довгі поеми (дві з яких були видані окремими книжками). Його поезії вражали розмаїттям стилів та методів написання — від модерністських до ясних традиційних форм, таких як балади та лімерики, доггерелів, хайку та віланел і до «Різдвяної ораторії» та барочної еклоги з використанням англо-саксонського метричного розміру. Тональність та зміст поезій Одена характеризувалися появою як філософських роздумів, так і кліше, взятих з народних пісень.
Оден також написав більше ніж чотириста есеїв та рецензій про літературу, історію, політику, музику та релігію. Він співпрацював разом із Крістофером Ішервудом над п'єсами, разом із Честером Каллманом — над оперними лібрето, а також працював над документальними фільмами разом із акторами та режисерами у 1930-х роках та з вокально-інструментальним ансамблем «New York Pro Musica» у 1950-1960-х. Оден написав про ці проєкти у 1964 році: «співпраця принесла мені більше еротичної радості… аніж будь-які сексуальні стосунки, які в мене були».
Оден переписав та викинув з вибраного видання своїх творів деякі зі своїх найвідоміших віршів. Він пояснив це рішення тим, що вони були або «нудними», або «нечесними», в тому сенсі, що в них висловлювалися погляди, які він ніколи не поділяв, але висловлював, розуміючи їхню риторичну ефективність. Серед таких риторичних поем опинився вірш «Іспанія» та «1 вересня 1939 року». Його літературний душеприказчик Едвард Мендельсон у своєму вступі до «Вибраних віршів» Одена висловлює припущення про те, що ці дії Одена свідчили про усвідомлення ним сили переконування, яка притаманна поезії, та його небажанню використати її неправильно (до цього видання Мендельсона увійшли деякі вірші, які відмовився там розміщувати Оден, та ранні тексти, які він згодом переробив).

### Ранні праці: 1922—1939

#### До 1930 року
Оден почав писати вірші у тринадцять років, переважно у стилі поетів-романтиків XIX століття, зокрема Вільяма Вордсворта, та сучасніших поетів, серед яких був і Томас Гарді. У вісімнадцять років він відкрив для себе Еліота. Власний голос він знайшов у двадцять років, коли написав свого першого вірша «Лист» («Від першої появи…»), що пізніше увійшов до вибраного зібрання його творів. Цей та інші вірші, написані ним наприкінці 1920-х років, відзначалися обірваним та дещо різким стилем, в них було багато алюзій на теми самотності та втрати. Двадцять цих поем з'явилися у його першій книзі «Вірші» (1928), надрукованій за допомогою Стівена Спендера.
У 1928 році він написав свій перший драматичний твір «Проплачений з обох боків: шарада», у якому поєдналися стиль та змістові елементи ісландських саг з жартами про англійське шкільне життя. Співвіднесення трагедії та фарсу, та введення сновидної п'єси у п'єсі, стало першим взірцем змішаних стилів його пізніших робіт. Ця драма та тридцять інших віршів з'явилися у його першій збірці у 1930 році, у другому виданні якої три роки потому було замінено сім віршів. Збірка складається переважно з ліричних та гномічних медитацій на тему нерозділеного кохання, а також особистого та соціального оновлення («Прогулянка на Пасху», «Хор», «Сяйво місяця краси», «Петиція»).
В ранніх віршах Одена постійно виникає тема «родинних привидів», цим поняттям, яке є також і назвою вірша, він позначає могутні невидимі психологічні впливи, які попередні покоління здійснюють на життя людини. Паралельною темою, що присутня в його працях, є контраст між біологічною еволюцією (яку ми не обираємо) та психологічним розвитком культур та індивідуумів (який ми обираємо навіть на підсвідомому рівні).

#### З 1931 по 1935 роки
Наступною помітною працею Одена є «Оратори: англійські штудії» (1932 року видання, наступні були у 1934 та 1966 роках), написані віршами та прозою про захоплення героїчними постатями у особистому та політичному житті. У невеликих поемах стиль Одена ставав відкритішим та доступнішим, а рясні «Шість од» в «Ораторах» показують його зацікавленість поезією Роберта Бернза. Протягом останніх кількох років багато з його поем були написані у формі традиційних балад та народних пісень, з використанням класичних форм, наприклад, «Од» Горація, які він відкрив для себе через німецького поета Гельдерліна. На той час головними поетами, які вплинули на Одена, були Данте, Вільям Ленгленд та Александр Поуп.
Протягом цих років в багатьох його працях прочитувалися ліві погляди, через що він став знаний як політичний поет, хоча його вірші були неоднозначнішими, аніж це визнавали. Оден писав про революційні зміни, кажучи про «зміни в душі», трансформацію суспільства через перехід від замкнутої психології страху до психології любові. Його римована драма «Танець смерті» (1933) була радше політичною феєрією у стилі театрального огляду, що сам Оден пізніше назвав «нігілістичним розіграшем». Наступна драма, «Пес під шкірою» (1935), написана ним разом із Крістофером Ішервудом, була квазі-марксистською версією Гілберта та Саллівана, у якій загальна ідея суспільних трансформацій була помітнішою, аніж будь-яка специфічна політична дія або структура.
Інша п'єса, написана разом із Ішервудом, «Сходження на Ф-6» (1937), була частково анти-імперіалістичною сатирою, а частково — дослідженням Оденом власних мотивів у тому, що він взяв на себе публічну роль політичного поета. В цій п'єсі з'явилася перша версія «Похоронного блюзу», написана як сатирична евлогія. Пізніше Оден переписав цей вірш як «Пісню для кабаре» про втрачене кохання для сопрано Гедлі Андерсон, для якої він написав багато віршів у 1930-ті роки. 1935 року він деякий час працював над документальними фільмами для «G.P.O. Film Unit» та написав свій віршований коментарій до «Нічної пошти» та лірику для інших фільмів, намагаючись створювати загальнодоступні праці соціально-критичної спрямованості.

#### З 1936 по 1939 роки
Ці стильові тенденції та тематика творів знайшли своє відображення у збірці «Дивись, незнайомцю» (1936), назву якої обрав видавець і яку Оден дуже не любив, замінивши її в американському виданні 1937 року назвою «На цьому острові». До неї увійшли політичні оди, любовні вірші, комічні пісеньки, медитативна лірика, що стало поєднанням інтелектуально інтенсивних, але емоційно доступних віршованих текстів.
Серед віршів, які увійшли до збірки та поєднувалися тематикою особистісних, соціальних та еволюційних змін, а також перешкод у коханні, були «Ми чуємо, як гниє у долині врожай», «Літня ніч», «О, що за звук», «Дивись, незнайомцю, на цей острів» та «Наші батьки, що полювали на пагорбах».
Відтепер Оден виступав проти того, що митець має бути журналістом, особливо помітною ця позиція стає у «Листах з Ісландії» (1937), книги про подорожі, написаною ним разом із Луісом МакНісом, до якої увійшов його довгий соціальний, літературний та автобіографічний коментар «Лист до Лорда Байрона». 1937 року після повернення з іспанської громадянської війни Оден написав політично-ангажований памфлет «Іспанія», який пізніше вилучив з зібрання своїх творів. «Подорож на війну» (1939), книга про подорож на японсько-китайську війну, була написана Оденом разом із Крістофером Ішервудом. Останньою співпрацею Одена з Ішервудом стала п'єса «На порубіжжі», антивоєнна сатира, написана у стилі бродвейських та вест-ендських вистав.
У невеличких віршах Одена тепер з'явилася тематика крихкості та плинності людського кохання («Танець смерті», «Сон», «Колискова»), яку він висвітлював з іронією та гумором у своїх «Чотирьох піснях для кабаре», написаних для пані Гедлі Андерсон (серед яких були вірші «Розкажи мені правду про кохання» та перероблений «Похоронний блюз»), а також згубний вплив публічної та офіційної культури на життя індивідуума («Казіно», «Школярі», «Дувр»). У 1938 році він написав серію темних іронічних балад на тему індивідуальної поразки («Місс Гі», «Джеймс Гонейман», «Віктор»). Всі вони були видані у його наступній книжці «Інший час» (1940), разом із віршами «Дувр», «Як він є» та «Музей сучасного мистецтва», які були написані до переїзду до США у 1939 році, а також «Пам'яті В. Б. Єйтса», «Невідомий громадянин», «Закон як любов», «1 вересня 1939 року» та «Пам'яті Зигмунда Фройда», написані у США. Елегії до Єйтса та Фройда частково були відображенням антигероїчної теми, яка цікавила Одена. Він вірив в те, що значні справи робляться не геніями, яких ніхто не може сподіватися імітувати, але пересічними індивідуумами, які «такі ж дурні, як і ми» (Єйтс) або про кого може бути сказано «він зовсім не був розумним» (Фройд), та хто став вчителями для інших, а не героями, які викликають благоговіння.

### Середній період: 1940—1957

#### З 1940 по 1946
У 1940 році Оден написав довгий філософський вірш «Новорічний лист», який з'явився разом із його нотатками та іншими поезіями у збірці «Роздвоєний» (1941). З поверненням до англіканської спільноти він почав писати абстрактні вірші на теологічні теми, такі як «Канцона» та «Кайрос і логос». Близько 1942 року, коли релігійні теми в його творчості стали звичнішим явищем, його вірші стали відкритішими, Оден почав частіше використовувати силабічне віршування, якому навчився від поетки Маріанни Мур.

Найхарактернішими темами цього періоду стало вагання митця використовувати інших осіб як матеріал для створення твору та спроба цінувати їх такими, якими вони є («Просперо Аріелю»), та відповідне моральне зобов'язання робити обіцянки та завжди тримати своє слово, усвідомлюючи бажання відмовитися від нього («І в хворобі, і в здоров'ї»). 

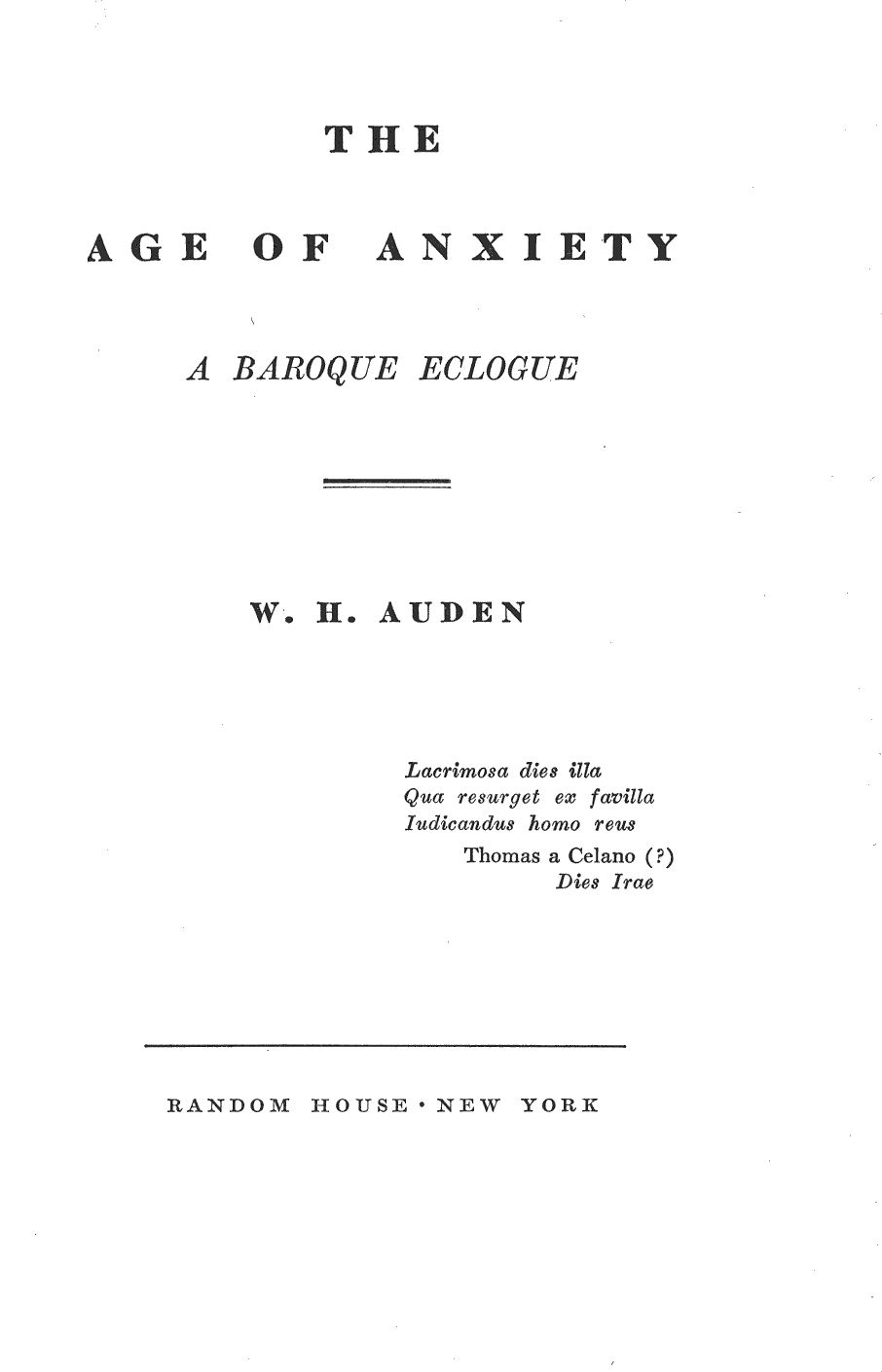
Сторінка з барокової еклоги Одена «Вік тривоги»

 З 1942 по 1947 рік Оден переважно працював над трьома великими поемами у драматичній формі, кожна з яких відрізнялася від іншої формою та змістом: «У цей час: різдвяна ораторія», «Море та дзеркало: коментар до Бурі Шекспіра» (обидві були опубліковані у збірці під загальною назвою «У цей час» у 1944 році), та «Вік тривоги: барокова еклога» (видана у 1947 році). Перші два твори, разом з іншими віршами Одена, написаними ним у період з 1940 по 1944 роки, увійшли до його першого видання вибраних творів «Вибрані поезії В. Г. Одена» (1945), де з'явилися також і перероблені варіанти деяких його ранніх віршів.

#### З 1947 по 1957 рік
Після написання «Віку тривоги» у 1946 році Оден знов зосередився на невеличких віршах, написавши «Прогулянку у темряві», «Свято кохання» та «Падіння Риму». В багатьох із віршів, написаних ним у цей період, згадувалося італійське селище, де він проводив літо у 1947—1957 роках, а у його наступній збірці «Вечірня» (1951) став помітним вплив середземноморської атмосфери. В цих віршах також стала помітною тема «священної важливості» людського тіла у його найзвичайніших аспектах (дихання, сну, процесу їжі) та зв'язок із природою, який уможливлює тіло (це відрізнялося від протиставлення між людяністю та природою, яке Оден підкреслював у 1930-тих роках). Серед нових віршів у цей період були написані «Хвала вапняку» та «Меморіал міста». У 1949 році Оден та Каллман написали лібрето до опери Ігоря Стравінського «Пригоди пройдисвіта», а згодом співпрацювали над двома лібрето до опер Ганса Вернера Генце.
Перша прозова книга Одена «Сердиті хвилі: іконографія моря у романтиків» (1950) була написана за матеріалами лекцій на тему образу моря в романтичній літературі. Між 1949 та 1954 роками Оден працював над циклом із семи віршів на тему Страсної п'ятниці під назвою «Horae Canonicae» («Канонічні години»), які були енциклопедичним оглядом геологічної, біологічної, культурної та особистої історії, сфокусованої на усвідомленні незворотності вбивства. Протягом того ж часу він також написав «Буколіки», цикл із семи віршів, темою яких стало відношення людини до природи. Обидва цикли увійшли до його наступної збірки «Ахиллів щит» (1955), де також з'явилися вірші «Прибуття флоту» та «Епітафія невідомому солдату».

Продовжуючи тему «Horae Canonicae», Оден написав у 1955—1956 роках декілька віршів про «історію», використовуючи цей термін для того, щоб позначити послідовність унікальних подій, що виникають через той або інший вибір, зроблений людиною, протиставивши його «природі» як послідовності мимовільних подій, що виникають внаслідок природних процесів, та відсилають радше до законів статистики та анонімних сил, приміром, натовпів людей. Серед цих творів був вірш «Данина Кліо», який дав назву наступній збірці Одена, яка вийшла у 1960 році.

### Пізні праці: 1958—1973 роки
Наприкінці 1950-х років стиль Одена став менш риторичним та різноманітнішим. 1958 року, переїхавши влітку з Італії до Австрії, Оден написав «Прощавай, Меддзоджорно», серед інших його творів був есей «Dichtung und Wahrheit: ненаписаний вірш» («Поезія та правда»), у якому висвітлюється зв'язок між коханням та пошуками власної поетичної мови.
Після «Данини Кліо» (1960) вийшла збірка «Рука фарбаря та інші есеї» (1962), у якій були зібрані тексти лекцій, прочитаних Оденом на посаді професора поезії в Оксфорді у 1956—1961 роках, а також перероблені версії есеїв та нотаток, які він писав починаючи з другої половини 1940-х років.
Перекладаючи хайку та інші вірші з книги Даґа Гаммаршельда «Мітки», Оден почав використовувати хайку у деяких своїх творах. Цикл «Подяка місцю», що складався з п'ятнадцяти віршів про його дім у Австрії, з'явився у збірці «Про дім» (1965). Наприкінці 1960-х він написав деякі зі своїх найсильніших віршів, серед них і «Відомості про річку», а також два вірші, в яких він роздумував над своїм життям — «Пролог до шостого десятку» та «Сорок років потому». Всі вони з'явилися у збірці «Місто без стін» (1969). Його давня любов до ісландських легенд знайшла своє втілення у перекладі «Старшої Едди» (1969).
У 1963 році Одену замовили написання пісень до бродвейського мюзиклу «Людина з ЛаМанчі», але продюсер відмовився від його текстів через їхню недостатню романтичність. 1971 року генеральний секретар ООН У Тан запропонував Одену написали слова до «Гімну об'єднаних націй», музику до якого писав Пабло Касальс, але ця праця ніколи не отримала офіційного статусу.
«Певний світ: книга загальних місць» (1970) була своєрідним автопортретом, написаним з використанням улюблених цитат з коментарями, розташованих у алфавітному порядку. Останньою прозовою книгою Одена стало зібрання рецензій та есеїв «Передмови та післямови» (1973), а останньою збіркою віршів стало «Послання хрещенику» (1972) та незавершена збірка «Спасибі тобі, тумане» (опублікована вже після смерті Одена, у 1974 році), до якої увійшли його вірші про мову («Природна лінгвістика») та власне старіння («Новорічне привітання», «Розмова з собою», «Колискова»). Його останнім віршем, написаним у формі хайку, була «Археологія», присвячена темам ритуалу та безчасся, які цікавили його у останні роки.

### Репутація та вплив
Місце Одена у сучасній літературі постійно дискутувалося: якщо Г'ю МакДіармід схарактеризував його творчість як «цілковиту невдачу», то автор некрологу, розміщеного на сторінках The Times, написав, що Оден, «який тривалий час залишався enfant terrible англійської поезії, постає перед нами як безперечний майстер».

Під час своєї «enfant terrible» стадії у 1930-х роках Одена як хвалили, так і критикували за прогресивну та водночас доступну стилістику його творів, протиставляючи її політично ностальгійній та поетично неясній проблематиці творів Т. С. Еліота. 

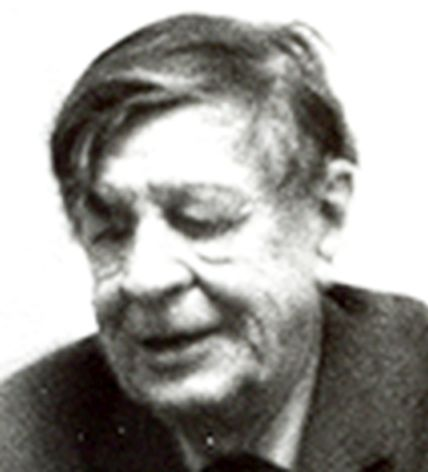
В. Г. Оден у 1970 році

 Від'їзд Одена до США у 1939 році активно обговорювався у Британії (одного разу навіть у Парламенті), коли деякі критики сприйняли це як зраду, а роль впливового молодого поета дісталася Ділану Томасу, хоча один із захисників Одена, Джеффрі Грігсон, у передмові до антології сучасної поезії, яка вийшла у 1949 році, писав про те, що Оден здіймається над усіма. Значимість його постаті була визнаною у книжках «Оден та після» (1942) Френсіса Скерфа та «Покоління Одена» (1972) Семюеля Гайнза.
У Сполучених Штатах, починаючи з кінця 1930-х років, іронічна тональність оденовських віршів визначила стилістику цілого покоління поетів. Джон Ешбері пригадував, що у 1940-му році Оден сприймався як «єдиний сучасний поет». Американська поезія була настільки пронизана манерою Одена, що екстатичний стиль покоління бітників був певною мірою реакцією проти його впливу. У 1950-1960-х роках деякі письменники, зокрема Філіп Ларкін та Ренделл Джаррелл, скаржилися на те, що праці Одена не виправдали сподівань, які можна було б побачити у його ранніх творах.
На час смерті Одена у 1973 році він набув статусу впливово поета старшого покоління. Як зазначено у Енциклопедії Британніка, на час смерті Еліота у 1965 році можна було впевнено стверджувати, що Оден був його справжнім наступником, так само як Еліот успадкував це право від Єйтса, коли той помер у 1939 році. За деякими виключеннями британські критики надавали перевагу його раннім працям, тоді як американські більш цікавилися працями, написаними Оденом у середній та пізній періоди. На відміну від інших сучасних поетів, Оден не став менш відомим після своєї смерті, а Йосип Бродський написав, що він був найвизначнішим поетом XX століття.
Популярність Одена стрімко зросла після того, як його вірша «Похоронний блюз» («Зупиніть всі годинники») було прочитано у фільмі «Чотири весілля та похорони» (1994), після чого було продано 275.000 примірників видання десяти його віршів «Розкажи мені правду про кохання». Після 11 вересня 2001 року його вірш «1 вересня 1939 року» дуже часто звучав у теле- та радіопрограмах. До століття з дня його народження у 2007 році у Сполученому королівстві та США пройшли публічні читання. У листопаді 2009 року на сцені Королівського національного театру в Лондоні відбулася прем'єра п'єси Алана Беннетта «Звичка мистецтва», темою якою стала вигадана зустріч Одена та Бріттена, що відбулася в Оксфорді у 1973 році, через двадцять п'ять років після того як вони припинили співпрацю після прем'єри опери Поль Баньян.
Іван Давидов наступним чином схарактеризував особливості поетики Одена:
|  | Тексти цього оксфордського ерудита багаті на алюзії, нашарування смислів, відсилань до подій історії давньої і не дуже, священної і не особливо, на ремінісценції з англійської і не тільки з англійської літератури, до того ж формально відшліфовані (для Одена характерне прагнення поєднувати досягнення класичної англійської поезії із найвідчайдушнішим експериментом). |

Серед багатьох літературних нагород і премій, якими була поцінована творчість Одена, слід виокремити Боллінґенівську премію (1953), Національну книжкову премію (1956) і Національну літературну медаль (1967). Українською мовою окремі вірші Одена переклали Є. Крижевич, М. Стріха, О. Мокровольський, В. Саратовський, Ірина Цілик та ін.

### Книги, видані протягом життя Одена
- Вірші (Лондон, 1930; друге видання, де було замінено шість віршів, вийшло у Лондоні в 1933 році), присвячено Крістоферу Ішервуду.
- Оратори: англійські штудії (Лондон, 1932, вірші та проза; видання з незначними змінами, Лондон, 1934; перероблене видання з новою передмовою, Лондон, 1966; Нью-Йорк 1967), присвячено Стівену Спендеру.
- Танець смерті (Лондон, 1933, п'єса), присвячено Роберту Мідлі та Руперту Дону.
- Вірші (Нью-Йорк, 1934; до змісту увійшли Вірші [1933 року видання], Оратори [1932 року видання] та Танець смерті);
- Пес під шкірою (Лондон, Нью-Йорк, 1935; п'єса, написана разом із Крістофером Ішервудом), присвячено Роберту Муді.
- Сходження на Ф-6 (Лондон, 1936; друге видання, 1937; Нью-Йорк, 1937; п'єса, написана разом із Крістофером Ішервудом), присвячено Джону Бікнеллу Одену.
- Дивись, незнайомцю! (Лондон, 1936, вірші; На цей острів, Нью-Йорк, 1937), присвячено Еріці Манн.
- Листи з Ісландії (Лондон, Нью-Йорк, 1937; вірші та проза, разом з Луісом МакНісом), присвячено Джорджу Оґустусу Одену.
- На кордоні (Лондон, 1938; Нью-Йорк 1939; п'єса, написана разом із Крістофером Ішервудом), присвячено Беньяміну Бріттену.
- Подорож на війну (Лондон, Нью-Йорк, 1939; вірші та проза, написана разом із Крістофером Ішервудом), присвячено E.M. Форстеру.
- Інший час (Лондон, Нью-Йорк 1940; вірші), присвячено Честеру Каллману.
- Роздвоєна людина (Нью-Йорк, 1941, вірші; Новорічний лист, Лондон, 1941), присвячено Елізабет Мейер.
- У цей час (Нью-Йорк, 1944; Лондон, 1945; дві довгі поеми: «Море та дзеркало: коментар до Бурі Шекспіра»), присвячено Джеймсу та Тані Штерн, та «У цей час: різдвяна ораторія», пам'яті Констанс Розалії Бікнелл Оден.
- Вибрана поезія В. Г. Одена (Нью-Йорк, 1945), присвячено Крістоферу Ішервуду та Честеру Каллману.
- Вік тривоги: барокова еклога (Нью-Йорк, 1947; Лондон, 1948), присвячено Джону Бетджемену.
- Вибрані короткі вірші, 1930—1944 (Лондон, 1950), присвячено Крістоферу Ішервуду та Честеру Каллману.
- Сердиті хвилі: іконографія моря у романтиків (Нью-Йорк, 1950; Лондон, 1951; проза), присвячено Алану Ансену.
- Вечірня (Нью-Йорк, 1951; Лондон, 1952; вірші), присвячено Рейнгольду та Урсулі Нібур.
- Ахиллів щит (Нью-Йорк, Лондон, 1955; вірші; отримав Національну книжкову премію за поезію у 1956 році), присвячено Лінкольну та Фідельмі Кірштайн.
- Данина Кліо (Нью-Йорк, Лондон, 1960; вірші), присвячено подружжю Доддсів.
- Рука фарбаря (Нью-Йорк, 1962; Лондон, 1963; есеї), присвячено Невілу Коґгілу.
- Про дім (Нью-Йорк, Лондон, 1965; вірші), присвячено Едмунду та Елен Вілсон.
- Вибрані короткі вірші, 1927—1957 (Лондон, 1966; Нью-Йорк, 1967), присвячено Крістоферу Ішервуду та Честеру Каллману.
- Вибрані довгі вірші (Лондон, 1968; Нью-Йорк, 1969).
- Вторинні світи (Лондон, Нью-Йорк, 1969; prose), присвячено Валері Еліот.
- Місто без стін та інші вірші (Лондон, Нью-Йорк, 1969), присвячено Петеру Гайворту.
- Певний світ: книга загальних місць (Нью-Йорк, Лондон, 1970), присвячено Джеффрі Гореру.
- Послання хрещенику та інші вірші (Лондон, Нью-Йорк, 1972), присвячено Орлану Фоксу.
- Передмови та післямови (Нью-Йорк, Лондон, 1973; есеї), присвячено Ганні Арендт.
- Спасибі тобі, тумане: останні вірші (Лондон, Нью-Йорк, 1974), присвячено Майклу та Мерні Єйтс.

### Переклади українською
- Оден В. Г'ю. Поезії / Вістан Г'ю Оден // Улюблені англійські вірші та навколо них / ред. : М. Стріха. — К. : Факт, 2003. — 456 с. — (Літературний проєкт «Текст+контекст». Знакові літературні доробки та навколо них). — ISBN 966-664-075-9.
- Оден В. Г'ю. Поезії / Вістен Г'ю Оден; Передм. М. Стріхи; Пер. з англ. М.Стріха, М.Скуратовський // Всесвіт. — 2001. — № 11/12. — С. 120—124. — Зміст: Пам'яті В. Б. Єйтса; Популярний життєпис; В музеї образотворчого мистецтва; 1 вересня 1939 року; «Краса північна…»; Musee des beaux arts.
- Оден В. Г'ю. В пам'ять про Вільяма Батлера Єйтса / Вістен Г'ю Оден // Книга смерті. Поетична антологія / ред. : Борис Щавурський. — К. : Навчальна книга «Богдан», 2010. — 384 с. — ISBN 978-966-10-1063-4.
- Оден В. Г'ю. Поезії / Вістан Г'ю Оден; Передм. «Про Вістана Г'ю Одена на тлі українських сюжетів» М. Стріхи; Пер. з англ. М.Стріха // Література плюс. — 2001. — ч.3. — С.4.
- Оден В. Х'ю. В музеї образотворчого мистецтва / Вістен Х'ю Оден; Пер. з англ. М.Стріха // Антологія зарубіжної поезії другої половини ХІХ — ХХ сторіччя (укладач Д. С. Наливайко. — К.: «Навчальна книга», 2002.
- Оден В. Х'ю. « — Куди ж ти, куди? — каже вершнику віршник…» / Вістен Х'ю Оден; Пер. з англ. О. Мокровольський // Антологія зарубіжної поезії другої половини ХІХ — ХХ сторіччя (укладач Д. С. Наливайко). — К.: «Навчальна книга», 2002.
- Вістен Ґю Оден. Вибрані поезії[65] на hvrenja.ninja — Зміст: Musee des Beaux Arts / Гледять У Криницю Очі / Похоронний Блюз / Падіння Риму.
- Оден. В. Г'ю. Вибрані есеї зі збірки «Рука фарбувальника».
- Оден. В. Г'ю. Вірші, Есеї, пер. з англ. Назар Ващишин, Олег Полоз, Максим Стріха. – Львів: «Апріорі», 2023. – 391 с.
- Кикоть В. М. Американська поезія у перекладах Валерія Кикотя. Київ : Видавничий дім «Кондор», 2020. 180 с. [Укр., англ. мови]. ISBN 978-617-7939-17-6.